# Douglas County (Colorado)
Douglas County je okres ve státě Colorado v USA. K roku 2010 zde žilo 285 465 obyvatel. Správním a největším městem okresu je Castle Rock. Celková rozloha okresu činí 2 183 km². Byl pojmenován podle politika Stephena A. Douglase.